# Podhradszky László
Podhradszky László (Kőszeg, 1920. március 2. – Kolozsvár, 1998. szeptember 17.) erdélyi magyar jogász, politikus, szakíró.

## Életútja
A kolozsvári Református Kollégiumban érettségizett (1938), a Ferenc József Tudományegyetemen szerzett jogi diplomát és doktori fokozatot (1943). Az Igazság és a Dolgozó Nő jogi munkatársa. 1987-től a romániai magyar evangélikus egyház főgondnoka. A diktatúra bukását követő első szabad választáskor az RMDSZ listáján a román parlamentben képviselő. Itt az emberjogi, nemzetiségi és kultuszbizottság tagjaként fejtette ki tevékenységét. Javaslata alapján vették be az új alkotmány szövegébe, hogy a törvényeknek nem lehet visszaható érvényük, kivéve a büntetőügyeket, amikor is az időközben hozott enyhébb jogszabályt alkalmazzák.

## Munkássága
Politikai tevékenysége középpontjában az egyházak helyzetének rendezése állt, valamint a felekezeti iskolahálózat, szociális, karitatív és egészségügyi intézmények visszaadása jogos tulajdonosaiknak, az egyházaknak. Az erdélyi magyarságot képviselősége ideje alatt Genfben és Helsinkiben tartott nemzetközi konferenciákon is képviselte.
Az Igazság című napilapban és a kolozsvári rádió magyar műsoraiban 1955–87 között rendszeresen jelen volt jogi vonatkozású cikkeivel, jegyzeteivel; a Református Szemlében a boszorkányperek történetével foglalkozott jogi szempontból (1989).